# Agrotis virilis
Agrotis virilis là một loài bướm đêm trong họ Noctuidae.